# Parvisquama simplex
Parvisquama simplex är en tvåvingeart som beskrevs av John Otterbein Snyder 1965. Parvisquama simplex ingår i släktet Parvisquama och familjen husflugor. Inga underarter finns listade i Catalogue of Life.